# فونگ ترونگ ترن دای
فونگ ترونگ ترن دای (به انگلیسی: Phùng Trương Trân Đài)(زاده  ۲۶ اوت ۱۹۹۲) مدل و ملکه زیبایی ویتنامی است.
او یک زن ترنس است. او نماینده ویتنام در دوشیزه ملکه بین‌المللی سال ۲۰۲۲ بود.